# To Love Somebody
「ラヴ・サムバディ」（原題： To Love Somebody）は、ビージーズの1967年のシングル。同年7月のアルバム『Bee Gees' 1st』に収録された。Vince Melouneyがバンドに加入してから二番目のシングルである。ジャケットに彼の写真があるのはそのためである。

## 歴史
バンドのマネージャー Robert Stigwood（1934年 - 2016年）は、バリー・ギブにオーティス・レディングのためにソウルソングを書くことを求めた。そこで、バリーはロビンと共に「To Love Somebody」を書き下ろした。サム&デイヴやラスカルズのようなソウルフルなバラードである。レディングは航空機事故で死亡し、レコーディングができなくなったので、ビージーズが「To Love Somebody」をロンドンのIBC Studiosで1967年3月にレコーディングし、1967年7月半ばにアメリカでシングルとしてリリースした。イギリスでは6月、オーストラリアとニュージーランドでは8月にリリースされた。

## カバーしたアーティスト
ギブの作曲した曲のうち最も有名な曲の一つである「To Love Somebody」は数百ものアーティストによってカバーされた。そのうち主要なものは以下のとおり。
- スウィート・インスピレーションズ (1968年)、女性ソウル・グループ
- ジェイムス・カー(1968年)、南部のソウル・シンガー
- ジャニス・ジョプリン (1969年『I Got Dem Ol' Kozmic Blues Again Mama!』)
- ニーナ・シモン (1969のシングル [UK #5]、同年 『トゥ・ラヴ・サムバディ』)
- ロバータ・フラック (1971年『クヮイエット・ファイア』）
- Kathi McDonald (1974年)、ブルース＆ロック
- フライング・ブリトー・ブラザーズ（1974年『Close Up the Honky Tonks』）
- Narvel Felts(1977年),カントリー、ロカビリー
- ルル (1967年)
- ハンク・ウィリアムズ Jr. (1979年 album Family Tradition)
- Jimmy Somerville (1990年,UK #8)
- ボニー・タイラー (1988年『Hide Your Heart』)
- クレイ・エイケン
- アニマルズ (1968年)
- P.P.アーノルド (1968年)、UK
- マイケル・ブーブレ (2013年)、ジャズ
- リンディ・オルテガ (2015年)、カナダ、カントリー
- ジミー・バーンズ、スコットランド、オーストラリア
- ブルー・ロデオ、カナダ、カントリー・ロック
- マイケル・ボルトン(1992年）
- イーグル・アイ・チェリー (『天国の口、終りの楽園。』サウンドトラックにて)
- ジョー・コッカー
- レナード・コーエン
- ビリー・コーガン feat. Robert Smith (found on the 2005年 album TheFutureEmbrace)
- Billy "Crash" Craddock (1989年、Back on Track)、カントリー、ロカビリー
- トム・ジョーンズ
- ローナン・キーティング feat. ブライアン・マックファーデン
- 林憶蓮 (1997 album Wonderful World)
- マイティ・スパロウ、カリプソ
- リトル・ミルトン (1998年 マラコ album For Real)
- グラム・パーソンズ
- ゲイリー・パケット＆ユニオン・ギャップ （1968年 album, Woman, Woman[2]）
- ダミアン・ライス & Ray LaMontagne
- シンプリー・レッド
- ジョーダン・スパークス
- ダスティ・スプリングフィールド
- ロッド・スチュワート with ブッカー・T&ザ・MG's
- ザ・モップス (1971年『雷舞』）

### マイケル・ボルトンのバージョン
| End of year chart (1993年) | Position |
| -------------------------- | -------- |
| U.S. Billboard Hot 100     | 83       |

## サウンドトラック
"To Love Somebody"は、何本かの映画に使用されている。
- 『小さな恋のメロディ』（1971年、イギリス）
- 『フィリップ、きみを愛してる!』（2009年、アメリカ、フランス）
- 『天国の口、終りの楽園。』
- The Wrong Man
- My Entire Life
- 『50/50 フィフティ・フィフティ』

## 参照
1. ↑  Melinda Bilyeu, Hector Cook, Andrew Môn Hughes (2004). The Bee Gees: tales of the brothers Gibb Omnibus Press, ISBN 978-1-84449-057-8, p. 134.
2. ↑  Gary Puckett & The Union Gap, Woman, Woman Retrieved September 28, 2011
3. ↑  “Billboard Top 100 - 1993”. 2010年8月27日閲覧。

| 先代 "I Will Be Here for You" by Michael W. Smith | Billboard Adult Contemporary number-one single (Michael Bolton version) November 14–21, 1992 | 次代 "I Will Always Love You" by Whitney Houston |